# Primavera De Filippi
Primavera De Filippi est une femme juriste, également connue comme experte et militante de l'Internet (dont en tant que membre de Creative Commons, de l'Open Knowledge Foundation et de la P2P Foundation). Elle est aussi artiste, connue pour ses travaux sur la blockchain, les communautés de production par les pairs et la protection et gestion du droit d'auteur.
Elle est enfin chercheuse permanente au Centre national de la recherche scientifique et Faculty Associate au Berkman Klein Center for Internet & Society à l'université Harvard. Elle est notamment l'autrice du livre Blockchain and the Law publié par Harvard University Press.

## Éducation
Sa formation interdisciplinaire repose sur un large éventail d'études universitaires.
Elle est titulaire d'un diplôme de premier cycle et d'une maîtrise en économie et gestion (université Bocconi, Milan), d'une maîtrise en propriété intellectuelle (Université Queen Mary de Londres) et d'un doctorat en droit (Institut universitaire européen, Florence).
Dans sa thèse de doctorat, elle a exploré les défis juridiques posés par le droit d'auteur dans le monde numérique, avec une attention particulière pour les mécanismes de commandes privées (par exemple systèmes de gestion des droits numériques, licences Creative Commons).

## Carrière
Lors de son doctorat (2006-2010) à l'Institut universitaire européen, elle a été chercheuse invitée à la fois à l'Université de Buffalo (New York) en collaboration avec Barry Smith et à l'Université de Californie à Berkeley en collaboration avec Molly Shaffer Van Houweling.
En 2010 elle rejoint le Centre de Recherche en Sciences Administratives (CERSA) du CNRS et de l'Université de Paris II où elle collabore avec Danièle Bourcier. Elle est depuis affiliée au centre, d'abord comme chercheuse postdoctorale, et depuis 2017 comme chercheuse permanente.
En 2013, elle entre aussi au Berkman Center for Internet and Society (Harvard University), et pendant deux ans y a étudie le concept de governance by design et sa relation avec les technologies de cloud computing et du peer-to-peer. En 2015, elle est promue au poste d'associée de la faculté au centre qu'elle occupe aujourd'hui.
Elle été chercheuse invitée dans plusieurs institutions : en 2014, à l'Institut pour la technologie et la société de Rio de Janeiro et en 2017 à la fois au WZB Berlin Social Science Center et à l'Institut universitaire européen.
Elle a aussi été l'une des principales chercheuses de P2Pvalue, le principal projet européen sur la production par les pairs basée sur les communs,,, et fait partie du comité de rédaction de plusieurs revues, notamment : Digital Finance (Springer), Frontiers in Human Dynamics et le Journal of Open Hardware.
En 2019, elle reçoit une bourse ERC avec le projet "BlockchainGov", pour étudier la gouvernance de la blockchain,.

## Activisme et art

### Activisme
Au-delà de son travail académique, De Filippi s'est engagée dans plusieurs activités militantes et praticiennes favorisant l'expansion de l'ouverture, de la gouvernance démocratique, du peer-to-peer ou de la blockchain.
En 2010, elle rejoint l'Open Knowledge Foundation comme coordinatrice du groupe de travail sur le domaine public, à travers lequel elle a activement contribué à la réalisation des calculateurs du domaine public.
Depuis 2011, elle est cofondatrice de l'International Communia Association pour la promotion et la préservation du domaine public numérique et juriste pour Creative Commons France.
En 2012, elle a cofondé le chapitre français de l'Open Knowledge Foundation.
En 2016, elle rejoint le conseil consultatif de la Fondation P2P.
Dans le cadre de l'Internet Governance Forum, elle a cofondé les coalitions dynamiques sur la responsabilité des plateformes, la neutralité des réseaux et la technologie blockchain.

### Art et journalisme
De Filippi a aussi été une artiste réputée, combinant plusieurs formes d'art avec des concepts autour de la culture libre et de la blockchain.
Ses œuvres les plus récentes et les plus populaires tournent autour du plantoïde, une « forme de vie basée sur la blockchain »,.
Elle a aussi écrit des Op'Eds dans des médias grand public tels que Harvard Business Review, Wired ou Vice 's Motherboard.

## Travail
Elle a publié plus de 70 articles sur les thèmes de la blockchain, des biens communs, du cloud computing, des technologies peer-to-peer et du droit d'auteur.
Ses travaux sur les interactions de la blockchain et du droit sont considérés comme substantiellement pertinents dans le domaine émergent de la blockchain. Son livre Blockchain and the Law ( Harvard University Press ) était considéré comme « un nouveau livre important » et un « livre profondément documenté dont on peut s'attendre à ce qu'il apparaisse dans les programmes des facultés de droit pour les années à venir » par Fortune, et a été évalué comme une lentille critique dans The New York Times Book Review.
Ses recherches sur la blockchain sont souvent considérées comme une référence dans le domaine par les médias populaires, tels que Forbes, Al Jazeera, Le Point ou France 24.
Elle est l'une des 25 personnalités de la Commission Information et Démocratie lancée par Reporters sans frontières.

### Reconnaissances scientifiques et sociales
- Fortune 40 (moins de 40 ans dans le domaine de la Fintech)[43]
- Membre du Global Future Council on Blockchain Technologies au Forum économique mondial[44]
- Conférencière TEDx Cambridge[45]
- Récipiendaire de la commission par Triple Canopy[46]

## Publications

### Ouvrages
- (en) Primavera De Filippi et Aaron Wright, Blockchain and the Law : The Rule of Code, Cambridge, Harvard University Press, 2018 (ISBN 978-0-674-24159-6, 978-0-674-97642-9 et 978-0-674-98593-3, DOI 10.4159/9780674985933, JSTOR j.ctv2867sp).
- Primavera De Filippi, Blockchain et cryptomonnaies, Paris, coll. « Que sais-je ? », 2018 (1re édition) et 2022 (2e édition mise à jour) (ISBN 978-2-13-081145-9, 978-2-13081-147-3, 978-2-7154-0948-4, 978-2-7154-0978-1 et 9782715409798, DOI 10.3917/puf.filip.2018.01, lire en ligne ).
- Primavera De Filippi et Aaron Wright (trad. de l'anglais par Marie Oneissi et Gérard Ruffault), Blockchain et droit : le règne du code [« Blockchain and the Law : The Rule of Code »], Paris, Dicoland.com, 2019, 296 p. (ISBN 978-2-8560-8353-6, OCLC 1107697869, SUDOC 236901281).

### Articles
- (en) Primavera De Filippi, « Bitcoin: a regulatory nightmare to a libertarian dream », Internet Policy Review, vol. 3, no 2,‎ 2014 (ISSN 2197-6775, DOI 10.14763/2014.2.286, lire en ligne [PDF]).
- (en) Primavera De Filippi, « The interplay between decentralization and privacy: the case of blockchain technologies », Journal of Peer Production, no 9 « Alternative Internets »,‎ septembre 2016 (ISSN 2213-5316, lire en ligne).
- (en) Primavera De Filippi et Samer Hassan, « Blockchain Technology as a Regulatory Technology: From Code is Law to Law is Code », First Monday, vol. 21, no 12,‎ 5 décembre 2016 (ISSN 1396-0466, e-ISSN 1396-0458, DOI 10.5210/fm.v21i12.7113, arXiv 1801.02507v1, HAL hal-01676880).
- (en) Primavera de Filippi et Benjamin Loveluck, « The invisible politics of Bitcoin: governance crisis of a decentralised infrastructure », Internet Policy Review, vol. 5, no 3,‎ 2016 (ISSN 2197-6775, DOI 10.14763/2016.3.427, HAL hal-01382007, S2CID 59783, lire en ligne).
- (en) Sinclair Davidson, Primavera de Filippi et Jason Potts, « Blockchains and the economic institutions of capitalism », Cambridge Journal of Institutional Economics, vol. 14, no 4,‎ 2018, p. 639-658 (ISSN 1744-1374, e-ISSN 1744-1382, DOI 10.1017/S1744137417000200, HAL hal-01850927, lire en ligne).